# Квіт Іван Дмитрович
Квіт Іван Дмитрович-український математик, був Ученим секретарем Ради механіко-математичного факультету, заступником декана. Він керував важливими науково-дослідними темами, брав участь у розробці Держстандарту з питань надійності будівельних машин.

## Біографічні відомості
Квіт Іван Дмитрович- син незаможного селянина із м. Поморяни Золочівського району, нащадок древнього козацького роду. Після закінчення 7 класів школи в Поморянах та 3-ї середньої школи м. Львова влітку 1940 р. Квіт Іван став студентом фізико-математичного факультету Львівського державного університету ім. Івана Франка. Війна перервала навчання, але не змінила твердих намірів юнака, і з 1945 по 1949 рік Іван Дмитрович продовжив навчання на фізико-математичному факультеті.

## Наукова діяльність
Одразу ж після закінчення університету він вступив до аспірантури на кафедрі теорії ймовірностей. Трирічний термін навчання в аспірантурі завершився в 1952 р. успішним захистом кандидатської дисертації і здобуттям вченого ступеня кандидата фізико-математичних наук.
З вересня 1952 р. Іван Дмитрович Квіт — старший викладач кафедри теорії функцій і теорії ймовірностей, а з 1953 р. і до останніх років життя — доцент Львівського державного університету ім. Ів. Франка (кафедр терії функцій і теорії ймовірностей, вищої математики, теорії оптимальних процесів).
Учень академіка Б. В. Гнеденка, Іван Дмитрович Квіт розвивав нові напрямки в теорії ймовірностей, математичній статистиці та теорії надійності. Він опублікував понад 60 наукових праць, із них 13 навчальних посібників, які ще довго будуть неперевершеними зразками методичних розробок. Математик за фахом, він водночас мав глибокі знання з філософії, літератури, історії. Вільно володіючи 8 мовами (українською, російською, польською, англійською, німецькою, французькою, грецькою та латинню). Глибока ерудиція, багаті знання і досвід робили його лекції цікавими, колоритними, незабутніми.
Упродовж 40 років студенти фізико-математичного, механіко-математичного факультету і факультету прикладної математики слухали лекції доцента Квіта І. Д. з курсів «Рівняння математичної фізики», «Теорія ймовірностей і математична статистика», «Дослідження операцій», «Теорія надійності», які вирізнялися унікальністю, глибиною та доступністю викладу.
Багато років Іван Дмитрович був Ученим секретарем Ради механіко-математичного факультету, заступником декана, членом методичної ради. Він керував важливими науково-дослідними темами, брав участь у розробці Держстандарту з питань надійності будівельних машин.